# Microphysogobio yaluensis
Microphysogobio yaluensis és una espècie de peix cipriniforme de la família dels ciprínids.

## Morfologia
Els mascles poden assolir els 10 cm de longitud total.

## Distribució geogràfica
És un endemisme de Corea, tant de Corea del Nord com de Corea del Sud.